# 未完の対局
『未完の対局』（みかんのたいきょく、中国語題：一盘没有下完的棋）は、日中国交正常化10周年記念映画として製作された、戦後初の日中合作映画。1982年公開。大正時代から日中戦争を挟んだ昭和時代にかけて、日本と中国の囲碁の天才棋士の交流を描いた作品。同名のノベライゼーションも出版されている。

## 製作の経緯
北京映画撮影所所属のシナリオライターで、囲碁好きである李洪洲、葛康同が、共同名による文学台本「一盤没有下完的棋」を『電影制片』1979年に7月号に発表した。これを読んで感動した北京映画撮影所の李華や、中国映画界の長老夏衍が日中合作を勧め、中国映画界の大スター趙丹が訪日した際に、この脚本を持って大映社長徳間康快に日中合作の映画化を提案した。監督には日本側は中村登が予定されたが、制作途中の1981年に中村が死去したため、『君よ憤怒の河を渉れ』が中国で大ヒットした佐藤純彌となった。中国側の主演も当初は趙丹だったがクランクイン直前にガンで死去、孫道臨に変更された。日本側では興行的要素から主人公を棋士以外とすることを提案したが、中国側の熱意でこれを変更することはせず、脚本を安部徹郎、脚本改訂を神波史男で撮影台本を完成させる。1981年1月に神奈川県横須賀市の長浜海岸でクランクイン、日中両国で公開された。
製作途中、李洪洲と葛康同は訪日して呉清源らを訪問し、日本棋院では安藤武夫、近藤幸子と試験碁を打ち、それぞれ二段と三段の免状を受けた。
『キネマ旬報』1982年1月上旬号には「正式タイトルが『未完の対局・陽はまた昇る』に決定した」と書かれている。

## あらすじ
1924年（大正13年）、日本のトップ棋士である松波麟作六段は中国を訪れ、江南の棋王と呼ばれる況易山と対局するが、官憲の妨害が入って中断する。松波は易山の息子阿明の才能に惚れ込み、日本で囲碁の修行をさせるために引き取るが、その後日中は戦争の波に飲み込まれる。
日本軍の侵攻により易山は家族を殺され、中国に一人取り残された。一方の阿明は1941年（昭和16年）に日本囲碁の最高位である天聖位を勝ち取るが、軍部によって日本帰化を命じられた。帰化を拒否し、天聖位を返上する阿明。
終戦後すぐに阿明を探して、混乱期の日本に渡る易山。だが、阿明は松波の裏切りによって殺され、松波も戦死したという。失意のうちに帰国する易山。
1960年（昭和35年）に第1回日中囲碁交流の代表団として訪中する松波。戦死したという話は、易山に罪を犯させないための協力者の嘘だったのだ。易山と再会し、事実を語る松波。松波は帰化を拒否した阿明を、密航によって中国に帰そうと企てたのだ。しかし計画は軍部に知られ、阿明は港で射殺されたのだった。
事実を知り、恨みの心が解ける易山。和解した松波と易山は穏やかに、未完のままの初対面での対局について、先の手を語り合うのだった。
本作の登場人物は、1928年に14歳で来日した呉清源とそのライバル木谷實を思わせる点もある。実際の呉清源は戦前、戦後にかけて日本囲碁界の第一人者となったが、中国側の脚本家は呉清源の故事が念頭にあったことを述べている。

## キャスト
- 況易山：孫道臨
- 松波麟作：三國連太郎
- 况阿明（少年時代）：劉新
- 况阿明：沈冠初
- 况巴（松波の娘）：紺野美沙子
- 恩田忍（松波の妹）：三田佳子
- 况華林（阿明と巴の娘）：伊藤つかさ
- 况婉怡：黄宗英
- 况阿恵（少女時代）：茅為恵
- 况阿恵：沈丹萍
- 関小舟：杜彭
- 恩田雄二：山本亘
- 森川：石田純一
- 森川よね：乙羽信子
- 立花医師：松坂慶子
- 張医師：于紹康
- 篠原八段：中野誠也
- 橋本隆吉：大滝秀治
- 黒田参謀：待田京介
- 尾崎大佐：室田日出男
- 情報局・滝井：小林稔侍
- 小阿恵：張磊
- 張医院の書生：林道紀
- 警察署長：織本順吉
- 日本領事：鈴木瑞穂
- 日華會館婦 : 小川眞由美

## スタッフ
- 監督：佐藤純弥、段吉順
- 製作：徳間康快、汪洋
- プロデューサー：佐藤正大、王志敏
- 脚本：神波史男、大野靖子、安倍徹郎、李洪洲、葛康同
- 撮影：安藤庄平
- 美術：木村威夫
- 編集：鈴木晄
- 音楽：林光
- 照明：熊谷秀夫
- 録音：橋本文雄
- 助監督：出倉寿行

## 受賞・評価

### 受賞
- 1982年度第37回毎日映画コンクール日本映画優秀賞、音楽賞（林光、江定仙）、録音賞（橋本文雄、呂慶昌）[4]
- 1982年日本映画テレビプロデューサー協会賞 徳間康快　製作
- 1983年第2回藤本賞：徳間康快 製作
- 1983年モントリオール世界映画祭グランプリ
- 1983年日本アカデミー賞優秀作品賞
- 1983年金鶏奨特別賞
- 1983年文化部優秀作品賞

### 評価等
- 中国では制作段階から大きく評判になり、ロケ先の各地方では大歓迎を受けた[5]。
- 中国側の脚本家は陳祖徳とも親しいなど囲碁に理解が深かったが、日本側スタッフは囲碁に詳しくないためか、対局の場面に迫力がないとの批判もある[6]。
- 日本国内では作品内容に関して右翼が反発し、上映を妨害する事件が発生した。

## ノベライゼーション
映画制作と並行してノベライゼーション『未完の対局』が南里征典によって書かれ、公開と同時に刊行された。